# Tadeusz Pankiewicz

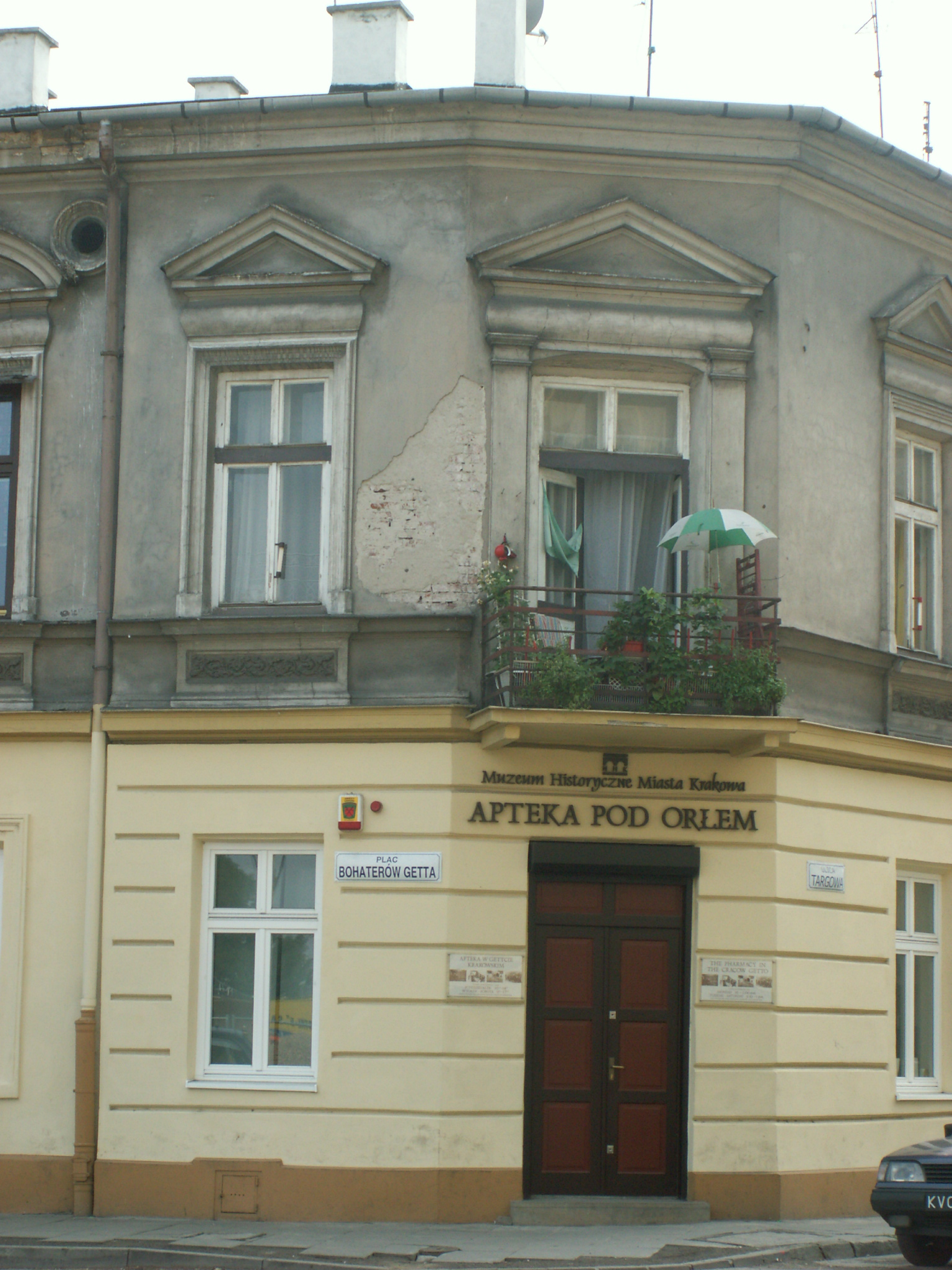
La pharmacie Sous l’aigle.

Tadeusz Pankiewicz, né le 21 novembre 1908 à Sambor et mort le 5 novembre 1993 , est un pharmacien polonais qui a tenu la seule pharmacie du ghetto de Cracovie pendant la Seconde Guerre mondiale.

## Biographie
Il fit des études supérieures à l'université Jagellonne de Cracovie.
Sa boutique se trouvait en plein milieu du ghetto. Tadeusz Pankiewicz fut le seul non-Juif à rester dans le ghetto, à tenir ouverte sa pharmacie et à aider activement les Juifs jusqu'au jour de la liquidation,. 
Il a relaté son expérience dans un livre (La Pharmacie du ghetto de Cracovie). Cette pharmacie abrite aujourd'hui le Musée du Ghetto dans le quartier de Podgórze à Cracovie.
Le mémorial de Yad Vashem l'a reconnu comme Juste parmi les nations le 10 février 1983.
Mort à Cracovie, Tadeusz Pankiewicz est enterré au cimetière Rakowicki.

## Œuvres
- Tadeusz Pankiewicz, Apteka w getcie krakowskim, 1re édition polonaise à Cracovie en 1947
  - édition française traduite par Élisabeth Destrée-Van Wilder, La Pharmacie du ghetto de Cracovie, Paris, Actes Sud, 1998.  (ISBN 978-2-7427-1564-0)